# P-500 Bazalt
P-500 Bazalt (rusko П-500 Базальт – bazalt) je protiladijska raketa Sovjetske in Ruske vojne mornarice. Za raketo P-700 Granit je druga najtežja sovjetska in ruska protiladijska raketa in so jo nosile največje sovjetske ladje, kot so letalonosilke razreda Krečjet in raketne križarke razreda Atlant.

## Zgodovina
Raketo 4K-80 »P-500 Bazalt« je razvilo Znanstveno-proizvajalno združenje strojegradnje iz Reutova pod vodstvom glavnega konstruktorja Vladimirja Čelomeja na podlagi rakete 4K-44 »P-35« kot zamenjavo za raketo 4K-34 »P-5 Pjatjorka«. Razvoj je bil naročen 28. februarja 1963 in leta 1970 se je začelo preizkušanje.
Raketa P-500 Bazalt ima turboreaktivni motor KR-17-300 z dvema trdogorivnima potisnikoma. Ima doseg 550 km in lahko nosi 1000 kg koristnega tovora, kar zadostuje za 350 kt jedrsko bojno glavo ali 950 kg visokoeksplozivno bojno glavo. Za ciljanje v zadnjem delu poleta uporablja aktivno radarsko ciljanje in lahko prejme popravke smeri od bombnikov Tu-95RT, helikopterjev Ka-25 in Ka-31 ter od mornariškega satelitskega sistema za izvidnico in določanje ciljev Legenda (v času Sovjetske zveze). Raketa P-500 Bazalt je bila prva protiladijska raketa na svetu z motilcem signala. Motilec 4B89 Šmel (rusko čmrlj) lahko določa način delovanja sovražnikova radarja za sledenje. Razvit je bil po letu 1965 v laboratoriju 25. oddelka sanktpeterburškega koncerna CNII Granit pod vodstvom P. Tkačjova in J. Romanova.
Rakete so bile namenjene streljanju v salvah; podmornica bi jih lahko izstrelila osem v zelo hitrem zaporedju in ohranjala podatkovno povezavo z vsakim posebej. Podobno kot rakete P-700 Granit se lahko rakete P-500 Bazalt koordinirajo med poletom, tako da ena leti višje in uporablja svoj aktivni radar za iskanje tarč in posreduje te podatke drugim raketam leteč na nižji višini. Rakete so programirane na tak način, da se jih polovica usmeri proti letalonosilki ali nosilki helikopterjev, ostale pa se razdelijo med preostale cilje. Če je visokoleteča raketa sestreljena, druga raketa samodejno zavzame njeno mesto. V končnem delu poleta vse rakete preidejo na vodenje z aktivnim radarskim ciljanjem.
Osnovna različica rakete je bila nameščena leta 1975 na letalonosilkah razreda Krečjet, različica z izboljšanim motorjem in vodenjem pa je bila nameščena na raketne križarke razreda Atlant.

### P-1000Vulkan
15. maja 1979 je bil naročen razvoj izboljšane različice rakete P-500 Bazalt z večjim dosegom z imenom 3M-70 »P-1000 Vulkan«. Glavni konstruktorje bil Gerbert Jefremov. Prvi polet je bil julija 1982 in 18. decembra 1987 je bila sprejeta v uporabo. 
Nameščena je bila na tri podmornice projekta 675 in zadnjo križarko razreda Atlant, Varjag. Pozneje so bile zamenjane tudi rakete P-500 Bazalt na križarki Maršal Ustinov, ki je prejela rakete P-1000 Vulkan. Raketa ima večji doseg od prvotne različice (700 km) in je težja za 1–2 toni, ostale lastnosti naj bi bile enake.
Glavna grožnja za obe različici raket je sestrelitev v času leta na veliki višini.